# Stefan Le Quellec Knudsen
Stefan Le Quellec Knudsen, bedre kendt under navnet Snake er en dansk journalist, TV-vært og radiovært på Go' morgen P3.

## Karriere
TV
Stefan Le Quellec Knudsen dukkede første gang op på skærmen i 2012 som Anders Breinholts sidekick i Natholdet, hvor han stod for indslaget "Snake rykker ud".
Efterfølgende fik han sit eget talkshow på TV2 Zulu, Verden ifølge Snake, hvor han behandlede aktuelle emner sammen med Jesper Juhl og Casper Harding.
Han har også haft en mindre rolle i Osman og Jeppe tilbage i 2009.
Radio
I 2018 fik Stefan Le Quellec Knudsen et job som vært på Go' morgen P3.